# Mexicanos Contra la Corrupción y la Impunidad
Mexicanos Contra la Corrupción y la Impunidad (MCCI) es una organización no gubernamental de México, dedicada a realizar investigaciones periodísticas, académicas, litigios estratégicos, análisis y comunicación contra la corrupción y la impunidad en su país.
La organización se fundó el 19 de noviembre de 2015. Su presidente fundador fue el empresario Claudio X. González Guajardo y después presidenta fue María Amparo Casar.
Entre sus principales trabajos se encuentran las investigaciones de las empresas fantasma del exgobernador de Veracruz Javier Duarte de Ochoa, la red de corrupción inmobiliaria del exgobernador de Quintana Roo Roberto Borge Angulo, el esquema de triangulación de recursos conocido como «La estafa maestra», la investigación del Caso Odebrecht en México o los involucrados en el episodio de los Paradise Papers. Durante la administración de Enrique Peña Nieto la organización fue objeto de diversas auditorías gubernamentales y varios de sus integrantes intervenidos con el software espía conocido como Pegasus. En mayo de 2019 fue objeto de un ataque informático a su sitio web.

## Investigaciones periodísticas
| Caso | Descripción | Año  | Autoría |
| --- | --- | ---- | --- |
| El emporio farmacéutico a la sombra del Súper Delegado Lomelí                                                            | De enero de 2012 a abril de 2019, una red de cinco empresas, ligadas al delegado del Gobierno Federal en Jalisco, Carlos Lomelí, ha recibido más de 2 mil 200 millones de pesos en contratos públicos. | 2019 | Valeria Durán y Laura Sánchez Ley |
| Empresas fantasma en la 4T                                                                                               | Entre enero y marzo de 2019, el Gobierno Federal entregó 16 mdp en contratos a dos «empresas fantasma» que ya habían sido señaladas por el SAT en años anteriores. | 2019 | Valeria Durán y Leonardo Núñez González |
| Investigación Jilotzingo                                                                                                 | La inmobiliaria Bosque Avivia 58 planeaba construir 20 mil viviendas del proyecto "Bosque Diamante" talando 20 mil árboles en el municipio de Jilotzingo, Estado de México. | 2019 | Marcela Nochebuena |
| El juego millonario de la cooperativa Cruz Azul                                                                          | Desde enero de 2016 y hasta finales de 2017 salieron, al menos, 191 millones 768 mil pesos de la Cooperativa Cruz Azul a diferentes empresas irregulares | 2019 | Thelma Gómez Dur´ |
| ¿Por qué se cayó mi edificio?                                                                                            | 28 reportajes sobre edificios que colapsaron durante el sismo del 19 de septiembre de 2017. | 2018 | Varios periodistas |
| La multiplicación de las tarjetas: Bansefi clona tarjetas de damnificados del sismo                                      | Investigación sobre irregularidades en las tarjetas que recibieron damnificados del 19 de septiembre de 2017 | 2018 | Thelma Gómez y Miriam Castillo |
| Operación Safiro | Investigación sobre una red de 12 empresas fantasma que recibieron adjudicaciones directas de 650 millones de pesos distintos gobiernos estatales. | 2018 | Raúl Olmos, Valeria Durán y Ricardo Alvarado |
| La agencia sanitaria que implanta riesgos                                                                                | Investigación sobre ocultamiento de la información en México sobre dispositivos médicos, como parte de Implant Files, investigación mundial liderada por el Consorcio Internacional de Periodistas de Investigación. | 2018 | Miriam Castillo y Thelma Gómez |
| Negocio con colmillo | Investigación sobre adjudicaciones directas a la empresa Grupo y Corporativo Dequivamed, convirtiéndose en el único proveedor de los insumos que se utilizan anualmente durante la Semana Nacional de Vacunación Antirrábica Canina y Felina. | 2018 | Thelma Gómez Durán y Vanessa Cisneros |
| San Luis Potosí: el honorable congreso del fraude                                                                        | Investigación sobre una red de empresas fantasma vinculadas al Congreso del Estado de San Luis Potosí que habrían tenido irregularidades por 43 millones de pesos. | 2018 | Raúl Olmos |
| La estafa maestra | Investigación sobre 128 empresas fantasma a través de las cuales el Gobierno Federal Mexicano desvió más de 400 millones de dólares a través de una red de desvíos de dinero que involucró a 11 dependencias del Estado. | 2017 | Coordinación de Daniel Moreno y Salvador Camarena. Investigación de Nayeli Roldán, Manuel Ureste y Miriam Castillo. Diseño de la base de datos y compilación de la información de Yosune Chamizo. |
| El rey de los medidores de luz                                                                                           | Investigación sobre Carlos Peralta Quintero, a quien los gobiernos de México le habrían dado convenios por un monto de 654 millones de dólares. | 2017 | Thelma Gómez Durán |
| Las muertas que no se ven: el limbo de los feminicidios                                                                  | Reportaje sobre la clasificación del menos de 20 por ciento de los homicidios dolosos de mujeres como feminicidios. | 2017 | Valeria Durán de MCCI en colaboración con en colaboración con la plataforma CONNECTAS y el Centro Internacional para Periodistas.                                                                 |
| La red fantasma de Duarte                                                                                                | Investigación sobre Víctor Manuel López Gachuz, contador vinculado a una red de 400 empresas fantasma creadas durante el gobierno de Javier Duarte de Ochoa. | 2016 | Valeria Durán, Arturo Ángel, Raúl Olmos y Dulce González |
| Conagua Financia Organización de Korenfeld                                                                               | Entre 2012 y 2015, Conagua otorgó contratos por 93 millones de pesos a la Asociación Nacional de EmpresasJ de Aguas y Saneamiento de México (ANEAS), misma que posteriormente financió un centro de investigación en la Universidad de Nuevo México en honor al ex Director de la CONAGUA David Korenfeld, quien fuera destituido por mal uso de recursos públicos durante su gestión (2012-2015). Como resultado de la investigación, la Universidad anunció que quitaría el nombre de Korenfeld al centro. | 2016 | |
| EL Gobierno de Guanajuato Paga Tierras a Sobreprecio para Regalarlas a Toyota                                            | Una empresa intermediaria compró 294 hectáreas en 191 MDP a ejidatarios en Guanajuato. Un mes después, las revendió al gobierno del estado en 481 MDP. Esta apreciación del terreno se atribuye a que en éste se instalaría una planta de Toyota, empresa a la que el gobierno del estado regalaría los terrenos. La investigación tuvo un alto impacto y generó pesquisas adicionales por parte de otras fuentes, con lo que se pudo documentar que el sobreprecio pagado por el gobierno estatal, originalmente estimado en 290 millones de pesos, alcanzó alrededor de 318 millones. | 2016 | |
| Los 43 Contratos que Ponen Contra la Pared a Murillo                                                                     | Tres empresas constructoras de hijos, sobrinos y parientes políticos de Jesús Murillo Karam, exprocurador general de la República, ganaron contratos de obra pública por 4,625 millones de pesos durante el periodo en el que Murillo Karam estuvo en la Procuraduría General de la República y en la SEDATU. Estas empresas dejaron de recibir contratos una vez que Murillo Karam dejó el Gobierno Federal. La investigación ejemplifica presuntas prácticas de corrupción por tráfico de influencias y conflicto de interés. | 2016 | |
| Los Piratas del Borge: el Saqueo de Bienes Institucionalizado en Quintana Roo                                            | La investigación expone una red de corrupción incrustada en la Secretaría del Trabajo, las Juntas Locales de Conciliación y Arbitraje en Quintana Roo y algunos notarios cercanos al exgobernador Roberto Borge. Funcionarios y particulares despojaron a ejidatarios, pequeños y grandes empresarios de sus terrenos, propiedades y cuentas bancarias mediante juicios laborales plagados de irregularidades, iniciados por personas coludidas, que no tenían relación laboral con los demandados. Ante esta investigación, el Secretario de Trabajo, Alfonso Navarrete, declaró que se trata de un asunto “muy injusto (...) que debe de ser llevado a jueces, y que debe de haber responsables”. | 2016 | |
| Juntos podemos, presidida por Josefina Vázquez Mota, ha ejercido más de mil millones de pesos del gobierno de Peña Nieto | Juntos Podemos, la iniciativa de apoyo a migrantes mexicanos que preside Josefina Vázquez Mota, es financiada por el gobierno de Enrique Peña Nieto. La iniciativa, que opera en EUA desde mayo de 2015, ha recibido de la actual administración más de mil millones de pesos a través de las organizaciones AEM-USA Foundation y Parents Alliance, sin reglas de operación y sin la rendición de cuentas sobre la totalidad de su ejercicio. Investigación periodística A través de esta investigación se señalan posibles casos de desvío de recursos y tráfico de influencias. Se presentó documentación que muestra que tanto la presidenta como ejecutivos de AEM-USA y Juntos Podemos (Eduardo Bravo, Jorge Santibáñez y Emilio España) realizaron viajes utilizando estos recursos, destinados a programas para migrantes.                                                      | 2016 | |
| El factor Monreal | La investigación documenta el incumplimiento de responsabilidades y posible corrupción en la delegación Cuauhtémoc durante la gestión de Ricardo Monreal, que ha resultado en la depredación inmobiliaria que daña el patrimonio arquitectónico de la zona. A pesar de que el INBA ha solicitado la intervención de la delegación para detener la destrucción de 63 inmuebles catalogados, las autoridades han sido omisas y han permitido el avance de las obras señaladas. Por el contrario, el modus operandi que permite la violación a usos de suelo e irregularidades en permisos de construcción, es ampliamente conocida, sin que se inicien investigaciones administrativas o judiciales que pudieran llevar a las sanciones correspondientes. Es decir, los actores involucrados conocen quiénes y cómo actúan las redes de corrupción, pero nadie hace nada por detenerlas. |      | |

## Investigaciones académicas
| Título                                                                                          | Año  | Autores                                                                                     |
| ----------------------------------------------------------------------------------------------- | ---- | ------------------------------------------------------------------------------------------- |
| Dinero Bajo la Mesa. Financiamiento y gasto ilegal de las campañas políticas en México          | 2019 | María Amparo Casar, Luis Carlos Ugalde, Leonardo Núñez González y Ximena Mata               |
| El buen juez por su casa empieza. La necesaria autorreforma del Poder Judicial de la Federación | 2019 | Julio Ríos Figueroa                                                                         |
| Salud deteriorada. Opacidad y negligencia en el sistema público de salud                        | 2018 | Varios autores                                                                              |
| ¿Provocará corrupción voto anti PRI?                                                            | 2018 | Sofía Ramírez Aguilar y José Manuel Toral                                                   |
| Integridad Corporativa 500 (2a ed)                                                              | 2018 | MCCI, Transparencia Mexicana, Expansión                                                     |
| El déficit meritocrático. Nepotismo y redes familiares en el Poder Judicial de la Federación    | 2018 | Julio Ríos Figueroa                                                                         |
| El fuero en México. Entre inmunidad e impunidad                                                 | 2018 | María Amparo Casar, Janet de Luna Jiménez, Víctor Aguilar Méndez y Ricardo Alvarado Andalón |

## Premios y reconocimientos
- Premio Ortega y Gasset, del diario El País, 2018
- Premio Nacional de Periodismo 2018 por el reportaje de La estafa maestra
- Premio Cofece 2018 a Thelma Gómez Durán, con el reportaje El Rey de los medidores. El segundo lo obtuvo Raúl Olmos, con el trabajo CapufeLeaks, contratos a la carta.
- Premio Internacional de Periodismo Contra la Corrupción, 2018
- Premio a la Excelencia Periodística 2018 por la Sociedad Interamericana de Prensa
- Prize for Investigative Reporting – Uncovering Bribery
- Concurso Género y Justicia, 2018

## Controversias
En febrero de 2021, Raquel Buenrostro, jefa del Servicio de Administración Tributaria (SAT), señaló que la organización Mexicanos contra la Corrupción y la Impunidad utiliza un sistema de evasión fiscal similar al que utilizan empresas factureras. Indicó que colocan a personas que no existen en su nómina, así como donativos que no lo son, y servicios que no existen. Sobre las donaciones, hay casos en los que lo que se ha reportado no corresponde a lo que percibió la organización. En 2016, según el SAT, se reportaron 66 983 975 pesos, pero en realidad habría recibido la suma de 136 045 512 pesos. Por su parte, la organización sin fines de lucro negó que el SAT los investigara; subrayando que se trataba de una campaña de desprestigio "para generar corrientes de opinión adversas a organizaciones de la sociedad civil o simplemente para acosar a quienes consideran adversarios."
En el 2024, su presidenta María Amparo Casar fue acusada por el gobierno mexicano por corrupción y por cobrar una pensión millonaria a Petróleos Mexicanos de forma presuntamente ilegal.